# Aplington
Aplington és una població dels Estats Units a l'estat d'Iowa. Segons el cens del 2000 tenia 1.054 habitants.

## Demografia
Segons el cens del 2000, Aplington tenia 1.054 habitants, 439 habitatges, i 302 famílies. La densitat de població era de 701,6 habitants per km².
Dels 439 habitatges en un 27,3% hi vivien nens de menys de 18 anys, en un 58,8% hi vivien parelles casades, en un 7,3% dones solteres, i en un 31,2% no eren unitats familiars. En el 30,1% dels habitatges hi vivien persones soles el 19,4% de les quals corresponia a persones de 65 anys o més que vivien soles. El nombre mitjà de persones vivint en cada habitatge era de 2,28 i el nombre mitjà de persones que vivien en cada família era de 2,8.
Per edats la població es repartia de la següent manera: un 22,6% tenia menys de 18 anys, un 4,6% entre 18 i 24, un 23,1% entre 25 i 44, un 19,2% de 45 a 60 i un 30,6% 65 anys o més.
L'edat mediana era de 45 anys. Per cada 100 dones de 18 o més anys hi havia 81,3 homes.
La renda mediana per habitatge era de 32.440 $ i la renda mediana per família de 41.711 $. Els homes tenien una renda mediana de 31.354 $ mentre que les dones 20.000 $. La renda per capita de la població era de 17.527 $. Entorn del 6,8% de les famílies i el 8,9% de la població estaven per davall del llindar de pobresa.

## Poblacions més properes
El següent diagrama mostra les poblacions més properes.